# Силвания
Силвания (порт. Silvânia) — муниципалитет в Бразилии, входит в штат Гояс. Составная часть мезорегиона Юг штата Гойас. Входит в экономико-статистический микрорегион Пирис-ду-Риу. Население составляет 19 252 человека на 2006 год. Занимает площадь 2264,769 км². Плотность населения — 8,5 чел./км².
Праздник города — 5 октября.

## История
Город основан в 1833 году.

## Статистика
- Валовой внутренний продукт на 2003 год составляет 137 907 504,00 реалов (данные: Бразильский институт географии и статистики).
- Валовой внутренний продукт на душу населения на 2003 год составляет 7429,96 реалов (данные: Бразильский институт географии и статистики).
- Индекс развития человеческого потенциала на 2000 год составляет 0,774 (данные: Программа развития ООН).